# Julia Carpenter
Mulher-Aranha (Spider-Woman no original) é o alter-ego de Julia Carpenter, é uma personagem fictícia e super-heroína que aparece nas histórias em quadrinhos norte-americanas publicadas pela Marvel Comics. Criado por Jim Shooter e Mike Zeck, a personagem apareceu pela primeira vez em Secret Wars #6 (outubro de 1984). Julia Carpenter era conhecida como a segunda Mulher-Aranha, mais tarde como a segunda Aracne, e depois como a segunda Madame Teia.
Julia Carpenter / Mulher-Aranha fez sua estreia cinematográfica em Spider-Man: Across the Spider-Verse (2023) como membro da sociedade aranha de Miguel O'Hara,  e foi interpretada por Sydney Sweeney no filme do Universo Homem-Aranha da Sony, Madame Web (2024).